# Théorie de la paix démocratique

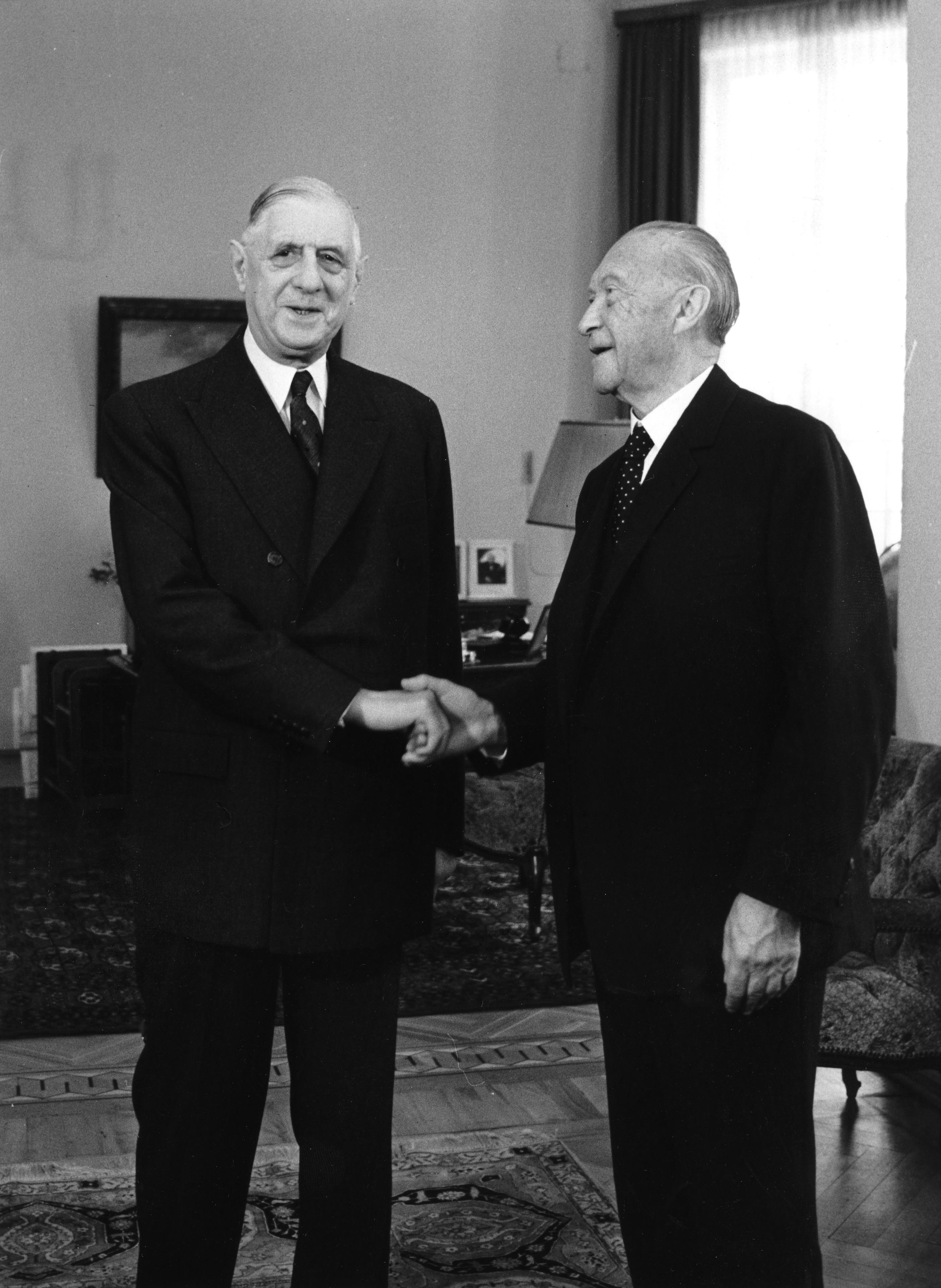
Charles de Gaulle et Konrad Adenauer, symbole de la réconciliation franco-allemande à la suite de la Seconde Guerre mondiale.

La théorie de la paix démocratique est l'idée selon laquelle les démocraties ne se feraient pas la guerre entre elles (elles peuvent même être particulièrement belliqueuses, mais selon la théorie seulement contre d'autres types de régime politique), et que donc la démocratisation serait un facteur de paix. Cette théorie est contestée et elle est notamment rejetée par la plupart des penseurs du courant réaliste. 

## Définition
La proposition selon laquelle les démocraties ne se font pas la guerre entre elles est, selon certains penseurs libéraux, ce qui ressemble le plus à une loi (au sens des sciences naturelles) dans le domaine des relations internationales. L'idée n'est pas spécialement nouvelle, puisque Kant l'a déjà avancée dans son projet de paix perpétuelle.
Cette thèse affirme que la démocratisation est facteur de paix. Toutefois, la question de savoir comment faire émerger des démocraties reste ouverte. C'est pourquoi les pays occidentaux ont orienté leurs stratégies dans ce sens,. Ce thème a été largement débattu jusqu'à la deuxième guerre d'Irak. Un article de Michael Doyle a remis cette théorie en avant en l'adaptant[Comment ?].
La théorie suppose d'abord deux définitions solides, celle d'une guerre et celle d'une démocratie, en évitant l'écueil du sophisme du vrai Écossais. Il suffit en effet de déclarer qu'un affrontement n'est pas une vraie guerre pour écarter un exemple qui contredirait la théorie. Notamment, il y a tellement d'exemples de guerres civiles (dont des guerres d'indépendance) au sein de pays démocratiques que les soutiens de la théorie écartent d'emblée ce cas. Ils écartent également la subversion, le terrorisme, la promotion de révolutions ou de coups d'État (comme l'action des États-Unis en Amérique latine), l'assassinat de dirigeants étrangers, la guerre économique, la guerre par procuration, etc. Bref, la théorie suppose une définition très restrictive de la guerre (alors que depuis au moins Clausewitz il est admis que « La guerre n'est que le prolongement de la politique par d'autres moyens. »). De surcroit, une des caractéristiques importantes de la démocratie est la consultation du peuple (via le parlement) pour déclencher une guerre, procédure aléatoire et impopulaire à laquelle les « démocraties » ne manquent pas de déroger : depuis 1945, les guerres déclarées sont plus rares que les « actions de police », « opérations de maintien de la paix » ou « de l'ordre », « opérations spéciales » et autres « usage autorisé de la force » militaire en territoire étranger. En France, le conseil constitutionnel constate lui-même que l'autorisation parlementaire de la guerre est tombée en désuétude et que « le recours à la guerre étant, sauf exception, devenu illicite, les États ont préféré renoncer à ce vocable et choisi de se placer plutôt sous la bannière des exceptions prévues par la Charte [des Nations unies] ».
De la même manière, on ne manquera pas de dire qu'un des belligérants n'est pas une vraie démocratie, voire qu'il n'est pas un vrai état (mais, par exemple, une « organisation terroriste »). La guerre implique notamment des actions de propagande dont l'un des objets sont la délégitimisation et la diabolisation de l'ennemi, et de son système politique. Si donc un pays démocratique en attaque un autre, il ne manquera pas d'affirmer que sa cible n'est pas démocratique. La démocratie est envisagée ici dans une conception dite minimaliste, celle de Robert Dahl (polyarchie, démocratie dans la sphère politique, séparée des domaines économique et social), ou de Régis Debray (ensemble d'institutions chargées de la répartition et de la légitimation du pouvoir). D'après ces conceptions réductrices, les démocraties modernes (avec le suffrage universel notamment) ne sont apparues qu'après 1945. 
Bref, il n'est pas bien difficile d'écarter tous les contre-exemples, comme la guerre anglo-américaine de 1812, la guerre des Boers, la guerre hispano-américaine de 1898, la Première Guerre mondiale, la guerre de Continuation, la première guerre indo-pakistanaise ou le conflit israélo-libanais de 2006. Il suffit de mettre en cause le caractère véritablement démocratique de ces États, parfois éloignés des principes de la démocratie moderne.

## Critiques de la théorie
Au-delà du débat empirique, il est légitime de se demander la validité de ce lien de causalité : est-ce vraiment la nature des régimes politiques qui est responsable de la paix ? En effet d'autres tendances sont à l'œuvre, qui peuvent également expliquer que les démocraties ne se fassent pas la guerre entre elles (en admettant que cela soit le cas). Tout d'abord, la probabilité des guerres interétatiques a diminué. De plus, les guerres ont moins de chances d'éclater entre des sociétés stabilisées. Enfin, les États démocratiques appartiennent souvent à une même communauté de sécurité (OTAN, alliances régionales en Asie). On pourrait donc considérer que l'alliance contre un ennemi commun (le bloc soviétique) ou le dépassement du dilemme de sécurité en Europe grâce au lien avec les États-Unis à travers l'OTAN serait une explication plus pertinente de ce phénomène.
La théorie de la paix inter-démocratique a donc fait l'objet de trois types de critiques (en plus de la négation, déjà évoquée, de la réalité du phénomène allégué). 

### Explication par l'interdépendance
L'interdépendance, parce qu'elle crée des vulnérabilités mutuelles, diminuerait la probabilité de la guerre. Cette théorie n'est pas prouvée, et les contre-exemples abondent. La période de forte interdépendance du XIXe siècle à 1914 n'est pas paisible et, par exemple, en 1914, la France et l'Allemagne étaient chacune l'une pour l'autre le premier partenaire commercial, sans que cela empêche une forte hostilité. Si à l'évidence la paix est un facteur très favorable à l'accroissement de l'interdépendance, à l'inverse vouloir prendre le contrôle sur un partenaire qui fournit une ressource dont un état a besoin est une cause de conflit.
De nos jours cet argument est encore présenté, notamment sous la forme du slogan « L'Europe c'est la paix » en faveur de L'intégration européenne, slogan que l'historien Olivier Delorme qualifie de fable.

### Explication par l'irrationalité de la guerre
Cette explication présume que la guerre est irrationnelle. Cependant, le maintien de la paix peut également être irrationnel et le recours à la guerre préférable, mais la rationalité dépend du résultat. Ainsi, Winston Churchill était marginalisé dans la vie politique anglaise avant la Seconde Guerre mondiale, parce qu'il prônait une guerre préventive contre l'Allemagne[réf. nécessaire].
Certains auteurs ont avancé que la guerre était devenue obsolète, et ce pour trois raisons essentielles :
- le coût désormais trop élevé : les guerres d'aujourd'hui sont plus coûteuses que celles d’autrefois ;
- le changement des valeurs, du bellicisme à un pacifisme galopant ;
- le potentiel de destruction énorme des armes, notamment nucléaires pouvant mener à une destruction mutuelle assurée.

Cette argumentation peut cependant être relativisée :
- Le coût de la guerre :
  - En réalité, plus les armes sont développées, moins la guerre est coûteuse : la répartition combattants/non-combattants est facilitée et la destruction est plus sélective. En Afghanistan, la coordination des forces aériennes et des troupes au sol a permis d'atteindre un taux de réussite de 90 %[réf. nécessaire].
  - Les guerres de Serbie, d'Afghanistan et d'Irak peuvent être considérées comme une avancée civilisationnelle : elles marqueraient la fin de l'époque des guerres totales qui a commencé avec les invasions napoléoniennes et qui impliquaient l'absence de distinction entre civils et militaires, l'industrialisation et la bureaucratisation de la guerre (il devenait alors psychologiquement légitime de détruire les civils qui soutenaient l'effort de guerre dans les usines d'armement)[réf. nécessaire].
- Les valeurs pacifistes : pour Jack Snyder (professeur à l'université Columbia), on peut assister tout autant à l'effet de rassemblement autour du drapeau, de l'anglais rally around the flag, en cas de crise. Les valeurs pacifistes sont alors écartées au profit des valeurs patriotiques. L'un des exemples est la popularité accrue d'un dictateur est celui de Slobodan Milosevic, dont le pouvoir était pourtant contesté avant la guerre du Kosovo. En démocratie il y a ceux de Margaret Thatcher à la suite de la guerre des Malouines, ou de George Bush père et François Mitterrand après la première guerre du Golfe ; Paradoxalement la dynamique guerrière peut être plus difficile à contrôler en démocratie.
- La capacité de destruction des armes actuelles :
  - Les armes nucléaires ne sont pas forcément utilisées ; elles ne permettent pas une réponse proportionnée si ce sont les seules qu'on possède ; elles ne sont pas le summum de la guerre totale (Raymond Aron) mais peuvent au contraire diminuer la probabilité d'une telle guerre.
  - Les mines antipersonnel permettent la stabilisation par la dissuasion (comme dans la bien-nommée zone démilitarisée entre les deux Corées).

Tout cela rend la guerre « plus acceptable » ; en tout cas on ne peut pas considérer qu'elle est de plus en plus barbare. Les major wars sont probablement une réalité dépassée aujourd'hui[réf. nécessaire].

### Explication par l'appartenance à une même communauté de sécurité
C'est la vision selon laquelle la paix entre démocraties serait mieux expliquée par leur union contre un ennemi commun. La configuration des alliances, et la répartition de la puissance, seraient donc plus importantes que la nature des régimes. Dans cette perspective, le projet de construction d'un monde multipolaire, modifiant le statu quo, pourrait mener au conflit. Cette théorie peut sembler convaincante mais elle est (heureusement) impossible à valider, faute de preuves empiriques. De plus, les accords bilatéraux peuvent également être le fondement de la paix. Pour les structuro-réalistes (comme Kenneth Waltz), l'OTAN va se désagréger et cela va donner lieu à des conflits intra-européens : la disparition de l'OTAN traditionnel et la volonté de certains États européens de créer un monde multipolaire (augmentant la probabilité d'affrontements entre les puissances régionales) iraient dans ce sens.

## Arguments en faveur de la théorie
Bruce Russett défend la conception (minoritaire) selon laquelle les démocraties seraient pacifiques de manière inhérente[réf. nécessaire]. 
Le pacifisme des démocraties est attribué à deux éléments : la culture (cultural-normative model), l'opinion publique, les citoyens, d'une part, et les institutions politiques (structural-institutional factors), d'autre part. 

### L'opinion publique des démocraties
Les opinions publiques des démocraties auraient une meilleure connaissance des problèmes internationaux ; on attendra des décideurs politiques qu'ils résolvent les conflits par le compromis. La liberté rend pacifique, et les valeurs démocratiques seraient pacifiques de manière inhérente. Il n'est pas évident que les opinions publiques soient foncièrement plus pacifiques ; au mieux elles le seront envers les autres peuples démocratiques.
D'autre part, la culture du compromis propre aux démocraties[réf. nécessaire] se reproduit dans l'opinion des citoyens[réf. nécessaire]. Ainsi les démocraties ayant tendance à promouvoir la démocratie[réf. nécessaire] (ou, du moins, à l'affirmer), ces valeurs vont faire partie de l'héritage culturel des habitants. En régime autoritaire, l'absence de liberté empêche que de telles valeurs de liberté se répandent de la même manière. Autrement dit, il existe un lien de causalité entre nature du régime et valeurs défendues par les citoyens, mais le lien entre la nature du régime et son pacifisme est moins évident[réf. nécessaire].

### Les institutions politiques des démocraties
Les institutions démocratiques seraient un rempart contre la guerre car la séparation des pouvoirs (checks and balances) et la nécessité du consentement populaire rendrait plus difficile son recours. Cette assertion repose sur une comparaison avec les régimes autoritaires, réputés plus simples (dans leur processus de prise de décision) que les démocraties. Néanmoins, les dictatures du XXe siècle se révélaient des organisations très complexes - sauf dans certains cas, comme celles de Mobutu au Zaïre et des Duvalier en Haïti. La dictature militaire de Pinochet au Chili était institutionnalisée, le pouvoir était divisé, Pinochet étant le premier entre les pairs (direction collégiale). De même, on ne peut pas réduire l'URSS à la personne de Brejnev. La décision d'intervenir en Afghanistan, aujourd'hui bien documentée, illustre cette complexité. En fait, c'est parce que les choses sont plus transparentes dans les démocraties qu'on se rend mieux compte de leur complexité[réf. nécessaire].
De surcroit, en pratique les démocraties se sont révélées capables d'engager des opérations militaires à l'étranger en court-circuitant (voire en trompant, comme dans l'affaire des incidents du golfe du Tonkin) leur parlement et leur peuple, spécialement depuis 1945, en invoquant des accords de défense, des opérations de police voire (non sans paradoxe) de maintien de la paix. La façon dont les États-Unis se sont engagés dans la guerre du Viêt Nam (progressivement, avec une aide matérielle, puis des conseillers, puis les militaires professionnels de la marine et du corps des marines, et enfin des conscrits, et le tout sans déclaration de guerre) illustre ce processus.